# The Walt Disney Company Iberia
The Walt Disney Company Spain & Portugal, cuja razão social é The Walt Disney Company Iberia S.L., é um conglomerado de média e conteúdos audiovisuais de Espanha e Portugal, que foi fundado em 1999. Esta filial é responsável pela comercialização dos filmes, jogos eletrónicos, parques, resorts, canais de televisão e outros produtos da The Walt Disney Company em Portugal e Espanha.
Atualmente, o The Walt Disney Company Iberia, no sector audiovisual, administra um canal em Espanha e dois em Portugal, além de possuir 20% da Sociedad Gestora de Televisión Net TV, uma das seis concessões da televisão terrestre espanhola.

## Canais de televisão

### Espanha

#### Canais produzidos
- Disney Junior: É um canal voltado para crianças pré-escolares.

#### Canais extintos
- Disney Channel: Foi o principal canal do grupo. Iniciou as suas transmissões em 1998, e desde julho de 2008 até ao seu encerramento, emitiu em sinal aberto através da televisão digital terrestre em Espanha, sendo o único canal sob a denominação Disney Channel, que emitiu em sinal aberto no mundo. Para além do canal principal, tinha um canal múltiplo digital chamado Disney Channel +1, para as operadoras pagas. Foi encerrado à meia-noite de 7 de Janeiro de 2025.
- Playhouse Disney: Foi um canal dedicado às crianças de idade pré-escolar, que foi substituído pelo Disney Junior.
- Toon Disney: Foi um canal dedicado ao público infantojuvenil, que foi substituído pelo Disney Cinemagic.
- Jetix: Foi um canal dedicado às crianças e jovens adolescentes entre os 4 e os 18 anos, que foi substituído pelo Disney XD. Ele só estava disponível em Espanha.
- Disney Cinemagic: Foi um canal dedicado ao cinema Disney, mas também a séries de animação, surgidas dos filmes da Disney. Iniciou as suas transmissões a 1 de julho de 2008, substituindo o Toon Disney e encerrou suas transmissões a 1 de janeiro de 2015. Tinha um canal múltiplo digital chamado Disney Cinemagic +1 e também a versão em alta definição Disney Cinemagic HD.
- Disney XD: É um canal voltado às crianças e jovens adolescentes entre os 4 a 18 anos. Iniciou as suas transmissões a 18 de setembro de 2009. Emite séries como Pokémon, Recess e Digimon. Substituiu o canal Jetix. Tem um canal múltiplo digital denominado Disney XD +1. Foi encerrado a 31 de Março de 2020 devido à introdução do novo serviço Disney+[2].

### Portugal

#### Canais produzidos
- Disney Channel: É o principal canal do grupo, iniciou as suas transmissões a 28 de novembro de 2001 e transmite as séries e programas de animação do grupo.
- Disney Junior: É um canal voltado para crianças pré-escolares, iniciou as suas transmissões a 2 de novembro de 2012.[3]

#### Canais extintos
- Disney Cinemagic: Foi um canal dedicado ao cinema Disney, mas também a séries de animação, surgidas dos filmes da Disney lançado em 1 de Outubro de 2008.[4][5] Tinha um canal múltiplo digital chamado Disney Cinemagic HD, que foi lançado a 1 de janeiro de 2009 e era transmitido em alta definição.[6] Ambos foram encerrados e substituídos pelo canal Disney Junior e pelo serviço Disney Movies On Demand respetivamente no dia 1 de Novembro de 2012.
- ESPN America: Foi um canal de desporto.[7]
- ESPN Classic: Foi um canal clássico da ESPN.[7][8]